# قصي العبادلة
قصي عثمان محمد العبادلة (1932-2000) مستشار فلسطيني، ولد في مدينة خانيونس في قطاع غزة. تلقى تعليمه الإبتدائي والثانوي فيها وحصل على الثانوية من كلية غزة عام 1950، حاصل على بكالوريوس الحقوق من جامعة عين شمس عام 1954. كان والده من أعيان مدينة خان يونس، وله دور بارز في ثورة عام 1936. وهو أول قاض للقضاة وأول رئيس للمحكمة العليا الفلسطينية في عهد السلطة الوطنية الفلسطينية.

## حياته المهنية
التحق قصي عثمان العبادلة بكلية الضباط الإحتياط بعد تخرجه من الجامعة، وعمل وكيلاً للنيابة العامة في غزة، ثم نائباً للأحكام العسكرية لمنطقة شمال سيناء. في عام 1958عُين قاضياً في محكمة صلح غزة حتى عام 1964. هو صاحب فكرة إصدار قانون استقلال القضاء الموحد في الضفة وغزة. أسس جمعية المحاربين القدماء وضحايا الحرب عام 1963 وكان رئيساً لها. وفي عام 1964 أُختير لتمثيل خانيونس في أول مؤتمر فلسطيني يعقد لتوحيد الفلسطينيين في إطار منظمة التحرير الفلسطينية بعد الإعلان عن تشكيلها. عُين عضواً ورئيس للدائرة العسكرية في اللجنة التنفيذية لمنظمة التحرير الفلسطينية برئاسة أحمد الشقيري. وساهم برفقة بهجت أبو غربية بصياغة نصوص الإتفاقيات المعقودة بين منظمة التحرير والدول العربية التي تستضيف وحدات جيش التحرير الفلسطيني على أراضيها.
بعد إحتلال قطاع غزة عام 1967 غادر العبادلة إلى القاهرة، وعمل هناك في إدارة محاكم فطاع غزة، ثم أُنتدب للعمل في وزارة العدل المصرية. وفي عام 1994 ومع مجيء السلطة الفلسطينية عاد إلى قطاع غزة وعُين رئيس للمحكمة العليا الفلسطينية / قاض للقضاة بقرار من الرئيس ياسر عرفات. أُحيل للتقاعد عام 1998. توفي في دولة الإمارات في 14 أبريل 2000 عن عمرٍ ناهز 68 عامًا.